# Саласар, Алехандро
Алехандро Саласар (англ. Alejandro Salazar; род. 18 февраля 1984, Юджин, Орегон) — американский футболист, в 2000-е годы он выступал в Соединенных Штатах и Австралии.

## Биография
Родился в Юджине, штат Орегон, семье марафонца Альберто Салазара.. Алехандро играл в футбол в Портлендскиом университете с 2002 по 2004 год, где он был назван новичком года в Конференции Западного побережья в качестве первокурсника, а на втором курсе стал игроком года в конференции. После окончания юношеского сезона он покинул Портленд, чтобы присоединиться к недавно созданной австралийской А-Лиге, забив 64 гола и отдав 42 результативные передачи. У Салазара было мало игрового времени за «Сидней», и он был отчислен после 10-го тура сезона.
Салазара до сих пор помнят в «Сидней» как игрока, который был раскручен СМИ, но не оправдал возложенных на него надежд. Его единственное предсезонное появление в футболке «Сидней» состоялось во втором тайме товарищеского матча c «Аделаида Юнайтед» в 2005 году. Салазар вышел на замену вместо Стива Корики на 66-й минуте матча и отдал голевой пас Марку Рудану. Салазар принял участие в Лиге чемпионов ОФК, забив 2 гола в 4 матчах, а также став победителем. У него действительно возник небольшой конфликт с тогдашним тренером Пьером Литтбарски, из-за которого он покинул клуб. В 2007 году «Локомотив Коув», неофициальная футбольная команда болельщиков «Сидней», назвала в его честь свою детскую команду «Команда Салазара».

## Достижения

### Клубные
- Победитель Лиге чемпионов ОФК: (2005)